# 蔵本憲昭 (教育学者)
蔵本 憲昭（くらもと のりあき）は、日本の教育学者。元徳島文理大学短期大学部教授。徳島県出身。

## 経歴
徳島県出身。徳島県で高校の教諭を務め、教員を退職後、2011年（平成23年）より徳島文理大学短期大学部の教授に就任。
徳島県高等学校長協会会長・徳島県高等学校教育研究会水産学会長・徳島県高等学校PTA連合会副会長・産業教育振興中央会評議員・全国水産高等学校長協会会員・徳島県立徳島科学技術高等学校校長などを歴任。